# Taquarivaí
Taquarivaí, é um município brasileiro do estado de São Paulo. Sua população estimada em 2024 pelo IBGE era de 7.112 habitantes.

## Toponímia
Em tupi significa: "taquara fina da beira do rio".

## História
- Emancipação: 31 de dezembro de 1991 (33 anos).

Taquarivaí foi um distrito de Itapeva até o ano de 1991, sendo um local afastado que obedecia a Prefeitura e a Câmara, tendo sido criado através do decreto n.º 5285, de 18 de fevereiro de 1959. No dia 27 de outubro de 1991 houve um plebiscito de Emancipação Político-Administrativa, com o desejo de passar de distrito para um Município, o que foi se realizar em 30 de dezembro de 1991, através da lei nº 7664.

## Geografia
Localiza-se a uma latitude 23º55'28" sul e a uma longitude 48º41'35" oeste, estando a uma altitude de 555 metros. A cidade está localizada a 280 km da capital do estado.
Como o município está localizado na região sudoeste do estado de São Paulo, apresenta um clima de região subtropical, tendo as estações do ano bem definidas.

### Hidrografia
- Rio Apiaí-Guaçu
- Rio Apiaí-Mirim

### Rodovias
- SP-258 - Rodovia Francisco Alves Negrão: É a rodovia que corta a cidade e que escoa seus materiais e produtos por toda a região, sendo a principal rota de acesso à cidade, ligando aos municípios de Itapeva, Buri e Capão Bonito.

## Demografia

### População
| Crescimento populacional                             | Crescimento populacional | Crescimento populacional | Crescimento populacional |
| Ano                                                  | População Total          |                          | %±                       |
| ---------------------------------------------------- | ------------------------ | ------------------------ | ------------------------ |
| 2000                                                 | 4 473                    |                          | —                        |
| 2010                                                 | 5 151                    |                          | 15,2%                    |
| 2022                                                 | 6 876                    |                          | 33,5%                    |
| Est. 2024                                            | 7 112                    | [ 5 ]                    | 3,4%                     |
| Fontes: Censos Demográficos IBGE e Estimativas SEADE |                          |                          |                          |

## Infraestrutura

### Comunicações
O sistema de telefones automáticos, assim como o sistema de discagem direta à distância (DDD) com o código de área (0155), foram implantados pela Telecomunicações de São Paulo (TELESP).
Na década de 90 o código DDD da cidade foi alterado para (015), para padronização do sistema telefônico com a telefonia celular que estava sendo implantada em todo o estado.
Atualmente a cidade conta com provedoras de internet, rede 4G e fibra ótica para atender as demandas de sua população. Taquarivaí também vem desenvolvendo vários projetos na área de Inclusão Digital para seus moradores.

### Educação
A cidade impressiona no quesito educação, com uma taxa de escolarização de 6 a 14 anos de idade de cerca de 99,4%, sendo o 283º município do país com melhor aproveitamento.
Taquarivaí também se destaca com a ETEC Dr. Dário Pacheco Pedroso, conhecida como colégio agrícola , que é a base do desenvolvimento da cidade, formando alunos na área do agronegócio e florestas em toda região, aumentando assim ainda mais o crescimento do setor que é a base da economia na cidade.

## Religião
O Cristianismo se faz presente na cidade da seguinte forma:

### Igreja Católica
- A igreja faz parte da Diocese de Itapeva.[13]

### Igrejas Evangélicas
- Assembleia de Deus Ministério do Belém.[14][15]
- Congregação Cristã no Brasil.[16]